# Вест-Актон (станція метро)
51°31′04″ пн. ш. 0°16′51″ зх. д. / 51.517780555556° пн. ш. 0.28083055555556° зх. д.
Вест-Актон (англ. West Acton) — станція Центральної лінії Лондонського метро. Розташована у 3-й тарифній зоні, у районі Вест-Актон, між станціями — Ілінг-Бродвей та Норт-Актон. Пасажирообіг на 2017 рік — 1.72 млн осіб.
Конструкція станція — наземна відкрита, з двома береговими платформами.
- 5 листопада 1923: відкриття станції.

## Пересадки
- На метростанцію Норт-Ілінг
- На автобуси London Buses маршруту 440.

## Послуги
| Попередня станція | Лінія | Лінія                             | Лінія | Наступна станція |
| ----------------- | ----- | --------------------------------- | ----- | ---------------- |
| Ілінг-Бродвей     |       | Лондонське метро Центральна лінія |       | Норт-Актон       |